# 一氧化硫
一氧化硫是一种无机化合物，化学式为SO。它只能以低浓度气体存在。当浓缩或进入凝聚相，它会二聚成S2O2。在太空已经检测到一氧化硫，但是很少有完整分子存在。

## 结构和成键
一氧化硫的基态和O2和S2相似，为三线态。也就是说，一氧化硫中有两个不成对的电子。其中的S−O 键长是148.1 pm，和其它低氧化硫（例如S8O中的S−O键长为148 pm）的键长类似，但比气态S2O（146 pm）、SO2（143.1 pm）和SO3（142 pm）的键长长。
近红外线可以将一氧化硫激发到单线态（没有不成对电子）。它的反应性比基态三线态高，就和单线态氧比三线态氧更具反应性一样。

## 生产和反应
作为有机合成试剂的一氧化硫的生产主要集中在使用可以“挤出”SO的化合物。这些化合物包括相对简单的氧化硫丙环或是C10H6S3O的分解：
C2H4SO  → C2H4 + SO
SO分子是热力学不稳定的，会二聚成S2O2。SO会和烯烃、炔烃和二烯加成，形成环硫化物，也就是有含硫三元环的化合物。

### 在极端条件下的产生
在实验室中，一氧化硫可以通过二氧化硫和硫蒸汽辉光放电而成。在含有一些溶解的惰性气体的浓硫酸单气泡声致发光中也检测到了一氧化硫。
一氧化硫基于以下反应的化学发光：
SO + O3 →  SO2* + O2
SO2* →  SO2 + hν
其中*指激发态。

## 存在

### 作为配体
SO配体可以以多种方式键合：
- 角形M−O−S结构的终端配体，例如氟氧化钛的配体[13]
- 角形M−S−O结构的终端配体，类似角形的亚硝基配体
- 通过硫原子和两个或三个金属中心桥接，例如Fe3(μ3-S)(μ3-SO)(CO)9
- 与钒、铌和钽的η2侧向配位（d–π相互作用）[14]

### 天体化学
人们已经在木星的卫星之一木卫一周围的大气和等离子体环面中检测到一氧化硫。它也存在于金星的大气中，海尔-波普彗星中和星际物质里。
在木卫一中，一氧化硫被认为是由火山活动和光化学路径生成的。主要光化学反应如下：
O  +  S2  →  S  +  SO
SO2  → SO  +  O
一氧化硫也被发现存在于天鹅座NML。

### 生物化学
一氧化硫可能具有一些生物活性。从反应产物羰基硫和二氧化硫推断，猪的冠状动脉中有瞬态的一氧化硫。

## 双阳离子
二氧化硫 SO2在六甲苯 C6(CH3)6存在下可以被超强酸HF·AsF5质子化，产生非刚性的π配合物 C6(CH3)6SO2+。其中的SO2+阳离子可以在苯环上无障碍移动。这个双阳离子的S−O键长为142.4(2) pm。
C6(CH3)6 + SO2 + 3 HF·AsF5 → [C6(CH3)6SO][AsF6]2 + [H3O][AsF6]

## 二聚体

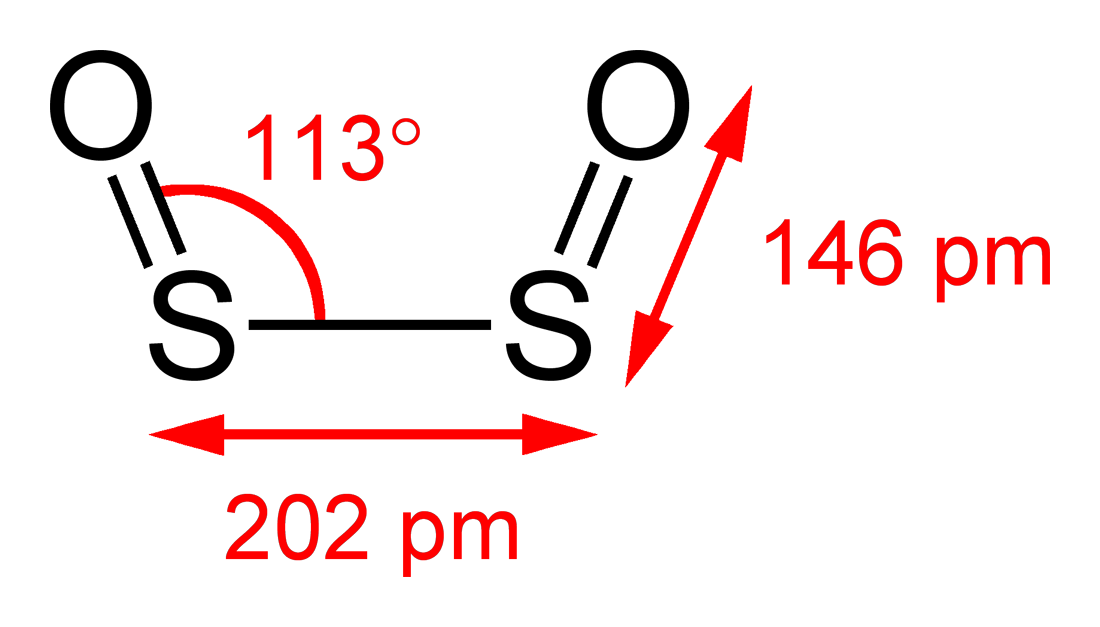
S_{2}O_{2}的结构

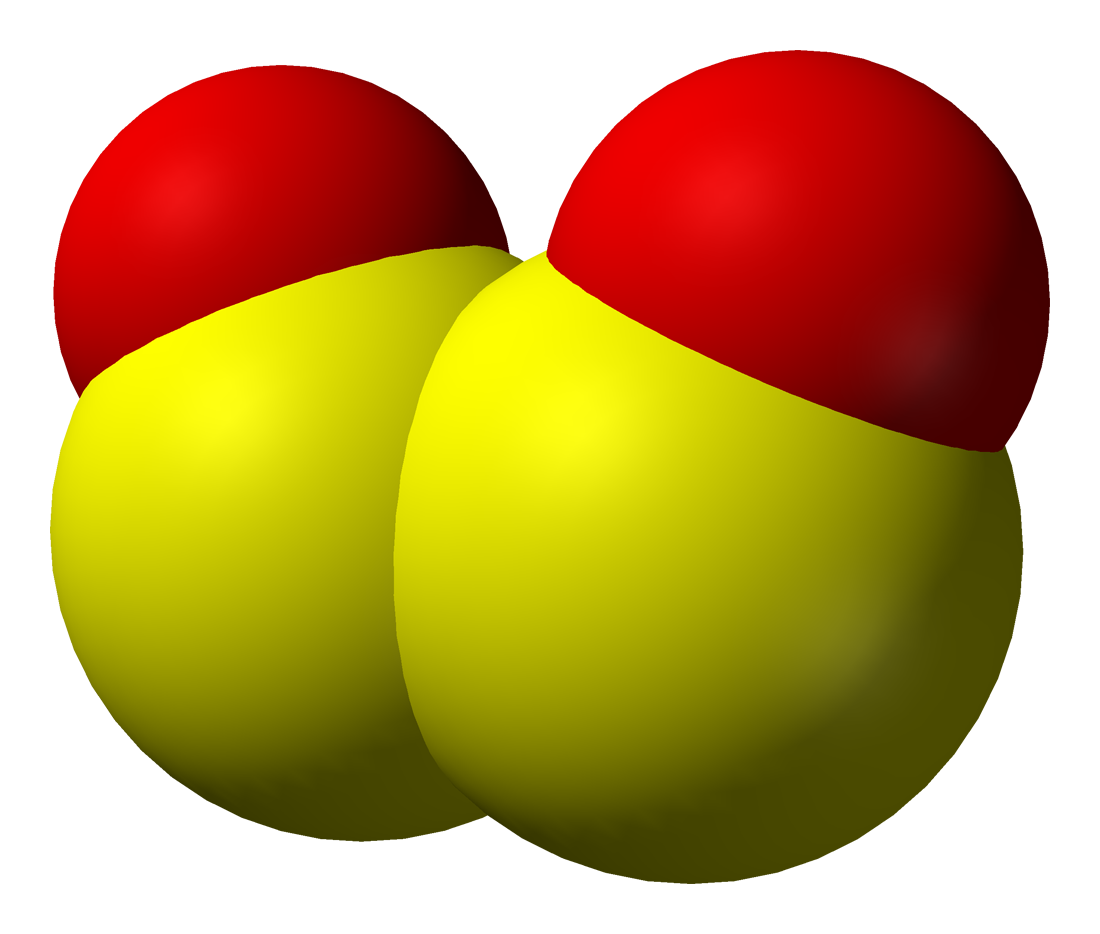
二氧化二硫的空间填充模型

一氧化硫会二聚成二氧化二硫（S2O2）。它是一种平面型分子，对称群 C2v。它的S-S键长为202.45 pm，S−O键长为145.8 pm，比一氧化硫单体的短。它的O−S−S键角为112.7°。 S2O2的偶极矩为3.17 D。